# Aulouste
Die Aulouste ist ein Fluss in Frankreich, der im Département Gers in der Region Okzitanien verläuft. Sie entspringt im Gemeindegebiet von Montaut-les-Créneaux, entwässert generell in nördlicher Richtung und mündet nach rund 21 Kilometern an der Gemeindegrenze von Montestruc-sur-Gers und Gavarret-sur-Aulouste als rechter Nebenfluss in den Gers.

## Orte am Fluss
(Reihenfolge in Fließrichtung)
- Mirepoix
- Gavarret-sur-Aulouste